# Гай Антоній Гібрида
Гай Антоній Гібрида (110—41 роки до н. е.) — політичний та військовий діяч Римської республіки, консул 62 року до н. е., цензор 42 року до н. е.

## Життєпис
Походив з роду нобілів Антоніїв. Син Марка Антонія Оратора, консула 99 року до н. е.
У 87 році до н. е. разом із Луцієм Корнелієм Суллою вирушив на Схід. У 84 році до н. е. обіймав посаду префекта кінноти у Греції, де мордував місцевих мешканців. У 82 році до н. е. повернувся до Риму разом із Суллою, брав участь у проскрипціях, а під час тріумфу Сулли Антоній виступав як візник.
У 76 році до н. е. Гай Юлій Цезар виступив проти Гая Антонія із позовом від імені жителів Греції. Антоній справу програв й звернувся по допомогу до народних трибунів. У результаті він зостався без значної частини майна й надалі вів аморальний спосіб життя, за що отримав агномен «Гібрида», тобто «напівдикий». У 70 році до н. е. Антонія виключено з сенату за пограбування союзників, непокору вироку суду та марнотратство.
У 68 році до н. е. його обрано народним трибуном. Під час цієї каденції разом з іншими колегами курував будівельні роботи у Римі. Також домігся прийняття власного законопроєкту стосовно визнання мешканців Термесу друзями й союзниками Римського народу. При підтримці Цицерона Антоній у 66 році до н. е.був обраний претором. Під час своєї каденції влаштував циркові ігри.
У 63 році до н. е. Гай Антоній був обраний консулом разом з Цицероном. Цього вдалося досягти завдяки підтримці Цезаря та Марка Ліцинія Красса, масового підкупу виборців. Деякий час коливався щодо підтримки Луція Сергія Катіліни. Щоб перетягнути Гібриду на свій бік Цицерон запропонував йому обмін провінціями — замість Цізальпійської Галлії вигіднішу Македонію. Після цього Антонія призначено керувати військовими діями в Етрурії проти прихильників Катіліни, але під виглядом хвороби Гібрида доручив вести бойові дії своєму легатові Марку Петрею.
У 62—60 роках до н. е. обіймав посаду проконсула Македонії. Почав чинити утиски місцевого населення, але зазнав поразки від дарданів та бастарнів. По поверненню з Македонії був притягнутий до суду Марком Целієм Руфом, Гаєм Канінієм Галлом та Квінтом Фабієм Максимом стосовно образи величі римського народу, участі у змові Катіліни та поганому керуванні провінцією. Попри захист Цицерона Гай Антоній був засуджений й вирушив у вигнання на о. Кефалонію, де заснував місто.
У 49 році до н. е. Антонія було відновлено у правах завдяки Цезарю. У 44 році до н. е. намагався стати цензором, але вибори не відбулися, втім у 42 році до н. е. Гая Антонія обрано цензором разом з Публієм Сульпіцієм Руфом. Незабаром після цього він помер.

## Родина
- Антонія Старша, дружина Луція Канінія Гала, народного трибуна 56 року до н. е.
- Антонія Молодша Гібрида, дружина Марка Антонія.